# Приз за лучшую женскую роль (Каннский кинофестиваль)
Приз лучшей актрисе (фр. Prix d'interprétation féminine) — награда, вручаемая на Каннском кинофестивале лучшей по мнению жюри исполнительнице женской роли в фильмах конкурсной программы. Первый раз награда вручалась в 1946 году.

## Список лауреатов

### 1940-е
| Год  | Актриса                 | Роль                    | Название фильма         | Оригинальное название фильма | Прим.                   |
| ---- | ----------------------- | ----------------------- | ----------------------- | ---------------------------- | ----------------------- |
| 1946 | Мишель Морган           | Жертрюд                 | «Пасторальная симфония» | La Symphonie Pastorale       | [ 1 ]                   |
| 1947 | Приз не вручался        | Приз не вручался        | Приз не вручался        | Приз не вручался             | Приз не вручался        |
| 1948 | Фестиваль не проводился | Фестиваль не проводился | Фестиваль не проводился | Фестиваль не проводился      | Фестиваль не проводился |
| 1949 | Иза Миранда             | Марта Манфредини        | «У стен Малапаги»       | Le mura di Malapaga          | [ 2 ]                   |

### 1950-е
| Год  | Актриса                 | Роль                      | Название фильма         | Оригинальное название фильма | Прим.                   |
| ---- | ----------------------- | ------------------------- | ----------------------- | ---------------------------- | ----------------------- |
| 1950 | Фестиваль не проводился | Фестиваль не проводился   | Фестиваль не проводился | Фестиваль не проводился      | Фестиваль не проводился |
| 1951 | Бетт Дейвис             | Марго Ченнинг             | «Всё о Еве»             | All About Eve                | [ 3 ]                   |
| 1952 | Ли Грант                | Магазинная воровка        | «Детективная история»   | Detective Story              | [ 4 ]                   |
| 1953 | Ширли Бут               | Лола Делани               | «Вернись, малышка Шеба» | Come Back, Little Sheba      | [ 5 ]                   |
| 1954 | Приз не вручался        | Приз не вручался          | Приз не вручался        | Приз не вручался             | Приз не вручался        |
| 1955 | Весь актёрский состав   | Весь актёрский состав     | «Большая семья»         | «Большая семья»              | [ 7 ]                   |
| 1956 | Сьюзен Хэйворд          | Лиллиан Рот               | «Я буду плакать завтра» | I’ll Cry Tomorrow            | [ 9 ]                   |
| 1957 | Джульетта Мазина        | Мария «Кабирия» Чекарелли | «Ночи Кабирии»          | Le notti di Cabiria          | [ 10 ]                  |
| 1958 | Биби Андерссон          | Ёрдис Петтерсон           | «На пороге жизни»       | Nära livet                   | [ 11 ]                  |
| 1958 | Эва Дальбек             | Стина Андерссон           | «На пороге жизни»       | Nära livet                   | [ 11 ]                  |
| 1958 | Барбро Юрт аф Урнас     | Cестра Брита              | «На пороге жизни»       | Nära livet                   | [ 11 ]                  |
| 1958 | Ингрид Тулин            | Сесилия Эллиус            | «На пороге жизни»       | Nära livet                   | [ 11 ]                  |
| 1959 | Симона Синьоре          | Элис Эйсджил              | «Путь наверх»           | Room at the Top              | [ 12 ]                  |

### 1960-е
| Год  | Актриса          | Роль                 | Название фильма                         | Оригинальное название фильма          | Прим.            |
| ---- | ---------------- | -------------------- | --------------------------------------- | ------------------------------------- | ---------------- |
| 1960 | Мелина Меркури   | Айлия                | «Никогда в воскресенье»                 | Ποτέ Την Κυριακή                      | [ 13 ]           |
| 1960 | Жанна Моро       | Анна Десбаредес      | «7 дней — 7 ночей»                      | Moderato cantabile                    | [ 13 ]           |
| 1961 | Софи Лорен       | Чезира               | «Чочара»                                | La Ciociara                           | [ 14 ]           |
| 1962 | Кэтрин Хепбёрн   | Мэри Тайрон          | «Долгий день уходит в ночь»             | Long Day’s Journey Into Night         | [ 15 ]           |
| 1962 | Рита Ташингем    | Джозефина            | «Вкус мёда»                             | A Taste of Honey                      | [ 15 ]           |
| 1963 | Марина Влади     | Реджина              | «Современная история: Королева пчёл»    | Una Storia Moderna: L’Ape Regina      | [ 16 ]           |
| 1964 | Энн Бэнкрофт     | Джо Армитаж          | «Пожиратель тыкв»                       | The Pumpkin Eater                     | [ 17 ]           |
| 1964 | Барбара Бэрри    | Джули Каллен Ричардс | «Раз — картошка, два — картошка»        | One Potato, Two Potato                | [ 17 ]           |
| 1965 | Саманта Эггар    | Миранда Грей         | «Коллекционер»                          | The Collector                         | [ 18 ]           |
| 1966 | Ванесса Редгрейв | Леони Делт           | «Морган: Подходящий случай для терапии» | Morgan: A Suitable Case for Treatment | [ 19 ]           |
| 1967 | Пиа Дегермарк    | Эльвира Мадиган      | «Эльвира Мадиган»                       | Elvira Madigan                        | [ 20 ]           |
| 1968 | Приз не вручался | Приз не вручался     | Приз не вручался                        | Приз не вручался                      | Приз не вручался |
| 1969 | Ванесса Редгрейв | Айседора Дункан      | «Айседора»                              | Isadora                               | [ 22 ]           |

### 1970-е
| Год  | Актриса         | Роль                    | Название фильма                               | Оригинальное название фильма                          | Прим.  |
| ---- | --------------- | ----------------------- | --------------------------------------------- | ----------------------------------------------------- | ------ |
| 1970 | Оттавия Пикколо | Эрсилия                 | «Метелло»                                     | Metello                                               | [ 23 ] |
| 1971 | Китти Уинн      | Хелен Ривз              | «Паника в Нидл-Парке»                         | The Panic In Needle Park                              | [ 24 ] |
| 1972 | Сюзанна Йорк    | Кэтрин                  | «Образы»                                      | Images                                                | [ 25 ] |
| 1973 | Джоан Вудворд   | Беатрис Хансдорфер      | «Влияние гамма-лучей на поведение маргариток» | The Effect of Gamma Rays on Man-in-the-Moon Marigolds | [ 26 ] |
| 1974 | Мари Жозе Нат   | Элль                    | «Скрипки бала»                                | Les violons du bal                                    | [ 27 ] |
| 1975 | Валери Перрин   | Хани Брюс               | «Ленни»                                       | Lenny                                                 | [ 28 ] |
| 1976 | Доминик Санда   | Ирен Карелли Феррамонти | «Наследство Феррамонти»                       | L’Eredità Ferramonti                                  | [ 29 ] |
| 1976 | Мари Тёрёчик    | Дерине                  | «Госпожа Дери, где вы?»                       | Déryné, hol van?                                      | [ 29 ] |
| 1977 | Шелли Дюваль    | Милдред «Милли» Ламморо | «Три женщины»                                 | 3 Women                                               | [ 30 ] |
| 1977 | Моник Меркюр    | Роуз-Эйми Мартен        | «Ж. А. Мартен, фотограф»                      | J.A. Martin photographe                               | [ 30 ] |
| 1978 | Джилл Клейберг  | Эрика Бентон            | «Незамужняя женщина»                          | An Unmarried Woman                                    | [ 31 ] |
| 1978 | Изабель Юппер   | Виолетта Нозьер         | «Виолетта Нозьер»                             | Violette Nozière                                      | [ 31 ] |
| 1979 | Салли Филд      | Норма Рэй Уэбстер       | «Норма Рэй»                                   | Norma Rae                                             | [ 32 ] |

### 1980-е
| Год  | Актриса                 | Роль                   | Название фильма       | Оригинальное название фильма  | Прим.  |
| ---- | ----------------------- | ---------------------- | --------------------- | ----------------------------- | ------ |
| 1980 | Анук Эме                | Марта Понтичелли       | «Прыжок в пустоту»    | Salto nel vuoto               | [ 33 ] |
| 1981 | Изабель Аджани          | Мария «Мадо» Зелли     | «Квартет»             | Quartet                       | [ 34 ] |
| 1981 | Изабель Аджани          | Анна / Хелен           | «Одержимая»           | Possession                    | [ 34 ] |
| 1982 | Ядвига Янковская-Цесляк | Ева Цалански           | «Глядя друг на друга» | Egymásra nézve                | [ 35 ] |
| 1983 | Ханна Шигулла           | Евгения                | «История Пьеры»       | Storia di Piera               | [ 36 ] |
| 1984 | Хелен Миррен            | Марселла               | «Дневник террориста»  | Cal                           | [ 37 ] |
| 1985 | Норма Алеандро          | Алисия                 | «Официальная версия»  | La Historia oficial           | [ 38 ] |
| 1985 | Шер                     | Флоренс «Расти» Деннис | «Маска»               | Mask                          | [ 38 ] |
| 1986 | Барбара Зукова          | Роза Люксембург        | «Роза Люксембург»     | Die Geduld der Rosa Luxemburg | [ 39 ] |
| 1986 | Фернанда Торрес         | Женщина                | «Говори мне о любви»  | Eu Sei Que Vou Te Amar        | [ 39 ] |
| 1987 | Барбара Херши           | Рут                    | «Стыдливые люди»      | Shy People                    | [ 40 ] |
| 1988 | Барбара Херши           | Дайана Рот             | «Разделённый мир»     | A World Apart                 | [ 41 ] |
| 1988 | Джоди Мэй               | Молли Рот              | «Разделённый мир»     | A World Apart                 | [ 41 ] |
| 1988 | Линда Мвузи             | Элси                   | «Разделённый мир»     | A World Apart                 | [ 41 ] |
| 1989 | Мерил Стрип             | Линда Чемберлен        | «Крик в темноте»      | A Cry In The Dark             | [ 42 ] |

### 1990-е
| Год  | Актриса         | Роль                   | Название фильма              | Оригинальное название фильма | Прим.  |
| ---- | --------------- | ---------------------- | ---------------------------- | ---------------------------- | ------ |
| 1990 | Кристина Янда   | Антонина «Тоня» Дзивиш | «Допрос»                     | Przesluchanie                | [ 43 ] |
| 1991 | Ирен Жакоб      | Вероника / Вероник     | «Двойная жизнь Вероники»     | La Double Vie De Veronique   | [ 44 ] |
| 1992 | Пернилла Аугуст | Анна Акерблом Бергман  | «Благие намерения»           | Den Goda Viljan              | [ 45 ] |
| 1993 | Холли Хантер    | Ада Макграт            | «Пианино»                    | The Piano                    | [ 46 ] |
| 1994 | Вирна Лизи      | Екатерина Медичи       | «Королева Марго»             | La Reine Margot              | [ 47 ] |
| 1995 | Хелен Миррен    | Королева Шарлотта      | «Безумие короля Георга»      | The Madness of King George   | [ 48 ] |
| 1996 | Бренда Блетин   | Синтия Роуз Пёрли      | «Тайны и ложь»               | Secrets & Lies               | [ 49 ] |
| 1997 | Кэти Бёрк       | Валери                 | «Не глотать»                 | Nil by Mouth                 | [ 50 ] |
| 1998 | Элоди Буше      | Исабель «Иса» Тостин   | «Воображаемая жизнь ангелов» | La Vie rêvée des anges       | [ 51 ] |
| 1998 | Наташа Ренье    | Мари Томас             | «Воображаемая жизнь ангелов» | La Vie rêvée des anges       | [ 51 ] |
| 1999 | Северин Канеель | Домино                 | «Человечность»               | L’humanité                   | [ 52 ] |
| 1999 | Эмили Декьенн   | Розетта                | «Розетта»                    | Rosetta                      | [ 52 ] |

### 2000-е
| Год  | Актриса          | Роль           | Название фильма        | Оригинальное название фильма | Прим.  |
| ---- | ---------------- | -------------- | ---------------------- | ---------------------------- | ------ |
| 2000 | Бьорк            | Сельма Жескова | «Танцующая в темноте»  | Dancer in the Dark           | [ 53 ] |
| 2001 | Изабель Юппер    | Эрика Кохут    | «Пианистка»            | La Pianiste                  | [ 54 ] |
| 2002 | Кати Оутинен     | Ирма           | «Человек без прошлого» | Mies vailla menneisyyttä     | [ 55 ] |
| 2003 | Мари-Жозе Кроз   | Натали         | «Нашествие варваров»   | Les Invasions barbares       | [ 56 ] |
| 2004 | Мэгги Чун        | Эмили Ванг     | «Очищение»             | Clean                        | [ 57 ] |
| 2005 | Хана Ласло       | Ханна          | «Свободная зона»       | Free Zone                    | [ 58 ] |
| 2006 | Пенелопа Крус    | Раймунда       | «Возвращение»          | Volver                       | [ 59 ] |
| 2006 | Кармен Маура     | Ирен           | «Возвращение»          | Volver                       | [ 59 ] |
| 2006 | Лола Дуэньяс     | Соледад        | «Возвращение»          | Volver                       | [ 59 ] |
| 2006 | Чус Лампреаве    | Тётя Паула     | «Возвращение»          | Volver                       | [ 59 ] |
| 2006 | Бланка Портильо  | Агустина       | «Возвращение»          | Volver                       | [ 59 ] |
| 2006 | Йоана Кобо       | Паула          | «Возвращение»          | Volver                       | [ 59 ] |
| 2007 | Чон До Ён        | Ли Шин-э       | «Тайное сияние»        | 밀양                         | [ 60 ] |
| 2008 | Сандра Корвелони | Клеуза         | «Линия паса»           | Linha de Passe               | [ 61 ] |
| 2009 | Шарлотта Генсбур | Она            | «Антихрист»            | Antichrist                   | [ 62 ] |

### 2010-е
| Год  | Актриса         | Роль           | Название фильма  | Оригинальное название фильма | Прим.  |
| ---- | --------------- | -------------- | ---------------- | ---------------------------- | ------ |
| 2010 | Жюльет Бинош    | Женщина        | «Копия верна»    | Copie conforme               | [ 63 ] |
| 2011 | Кирстен Данст   | Жюстин         | «Меланхолия»     | Melancholia                  | [ 64 ] |
| 2012 | Космина Стратан | Войкица        | «За холмами»     | După dealuri                 | [ 65 ] |
| 2012 | Кристина Флутур | Алина          | «За холмами»     | După dealuri                 | [ 65 ] |
| 2013 | Беренис Бежо    | Мари Бриссон   | «Прошлое»        | Le Passe                     | [ 66 ] |
| 2014 | Джулианна Мур   | Гавана Сегранд | «Звёздная карта» | Maps to the Stars            | [ 67 ] |
| 2015 | Руни Мара       | Терез Беливет  | «Кэрол»          | Carol                        | [ 68 ] |
| 2015 | Эмманюэль Берко | Тони           | «Мой король»     | Mon roi                      | [ 68 ] |
| 2016 | Жаклин Хосе     | Роза           | «Мама Роза»      | Ma' Rosa                     | [ 69 ] |
| 2017 | Диана Крюгер    | Катя Секерчи   | «На пределе»     | Aus dem Nichts               | [ 70 ] |
| 2018 | Самал Еслямова  | Айка           | «Айка»           | Ayka                         | [ 71 ] |
| 2019 | Эмили Бичем     | Элис           | «Малыш Джо»      | Little Joe                   | [ 72 ] |

### 2020-е
| Год  | Актриса                                         | Роль                                            | Название фильма                                 | Оригинальное название фильма                    | Прим.  |
| ---- | ----------------------------------------------- | ----------------------------------------------- | ----------------------------------------------- | ----------------------------------------------- | ------ |
| 2020 | Фестиваль не проводился из-за пандемии COVID-19 | Фестиваль не проводился из-за пандемии COVID-19 | Фестиваль не проводился из-за пандемии COVID-19 | Фестиваль не проводился из-за пандемии COVID-19 |        |
| 2021 | Ренате Реинсве                                  | Джулия                                          | «Худший человек на свете»                       | Verdens verste menneske                         | [ 73 ] |
| 2022 | Зара Амир Эбрахими                              | Рахими                                          | «Убийца "Священный паук"»                       | عنکبوت مقدس                                     | [ 74 ] |
| 2023 | Мерве Диздар                                    | Нурай                                           | «О сухой траве»                                 | Kuru Otlar Üstüne                               |        |
| 2024 | Адриана Пас                                     | Эпифания                                        | «Эмилия Перес»                                  | Emilia Perez                                    |        |
| 2024 | Селена Гомес                                    | Джесси                                          | «Эмилия Перес»                                  | Emilia Perez                                    |        |
| 2024 | Зои Салдана                                     | Рита Моро Кастро                                | «Эмилия Перес»                                  | Emilia Perez                                    |        |
| 2024 | Карла София Гаскон                              | Эмилия Перес / Хуан дель Монте                  | «Эмилия Перес»                                  | Emilia Perez                                    |        |